# Manuel Ribas i Perdigó
Manuel Ribas i Perdigó   (Barcelona, 27 de febrer de 1859 - Barcelona, 8 de juliol de 1927) fou un metge barceloní, president de l'Acadèmia de Medicina de Barcelona.
Fou professor clínic de la facultat de Medicina de la Universitat de Barcelona (1884-1902). Publicà treballs sobre patologia digestiva, neurologia, pneumologia, entre d'altres. Fou president de la Reial Acadèmia de Medicina de Barcelona. El 1888, Manuel Ribas i Perdigó es casa amb Carme Casas i Güell, i van tenir nou fills, dos dels quals van ser metges: Joan Ribas Casas, oftalmòleg, i Antoni Ribas Casas (1902-1982), otorrinolaringòleg, i un va ser arquitecte: Josep Maria Ribas i Casas.

## Formació acadèmica[calcitació]
Estudià medicina, igual que el seu germà Joan, dos anys més gran, a la Universitat de Barcelona. Es va llicenciar el 1880 amb premi extraordinari, i es va doctorar el 1881. Amplià els seus estudis a Leipzig, Berlin, Viena i París.

## Trajectòria professional[calcitació]
El 1882 és nomenat metge de l'Hospital de Santa Creu, especialitzat com internista. El 1884, obté plaça de professor clínic a la Facultat de Medicina i auxiliar de Bartomeu Robert, de qui es converteix en la seva mà dreta, substituint-lo i donant les seves classes quan ell es dedica a les tasques polítiques. Ribas va ser un professor molt valorat pels seus alumnes com Agustí Pedro i Pons, Pere Nubiola, August Pi Sunyer, Josep M Bartrina i d'altres. Participa en el Congrés Mèdic Internacional, celebrat a Barcelona el 1888 i presenta la comunicació Papel que representan las enfermedades extracardíacas en el descubrimiento de la asistolia. També, al Congrés Mèdic Internacional de Moscou del 1894 on presenta Formas clínicas de la cirrosi hepàtica. Arran de la mort del doctor Robert el 1902, abandona la Universitat i es concentra en la medicina privada.
Va publicar, entre altres treballs, de “Tratamiento de la neuro-astenia” 1892; “Formas clínicas de la cirrosis hepática”, 1898.
Va ser un metge pràctic de gran prestigi i clientela. Va estar molt vinculat a la Reial Acadèmia de Medicina de Barcelona, que l'elegeix acadèmic numerari el 1898 i ingressa amb el discurs "Tratamiento curativo de la tuberculosis pulmonar", respost pel mateix Dr. Robert. El 1909, és l'encarregat d'inaugurar el curs amb el treball "Tratamiento general de la arterioesclerosis". El 1924, l'Acadèmia l'elegeix president i ho és només durant tres anys perquè cau malalt d'un càncer d'estómac i mor al cap de sis mesos.
Té un carrer dedicat a Badalona.